# 金丸恭文
金丸 恭文（かねまる やすふみ、1954年3月12日 - ）は、日本の経営者。フューチャー株式会社（フューチャーシステムコンサルティング株式会社、フューチャーアーキテクト株式会社）の創業者、代表取締役会長兼社長　グループCEO。フューチャーイノベーションフォーラム代表。

## 人物
プロフィール
大阪府枚方市生まれ、鹿児島県鹿児島市で育つ。鹿児島県立甲南高等学校卒業。
1978年、神戸大学工学部計測工学科を卒業後、税理士や公認会計士向けの情報サービスを手掛ける株式会社TKCに入社。小型機開発のプロジェクトに配属される。
1981年にIBM PCが発売されたのに触発され、「16ビットパソコン開発のプロジェクトリーダーになること」を条件に、1982年ロジック・システムズ・インターナショナル株式会社（現ロジック株式会社）に転職。
1985年、セブン-イレブン の店舗情報分析用コンピュータを開発し納品。。
1985年の日本電信電話公社民営化に伴い、ロジックと日本電信電話の合弁で企業向けのパソコン通信事業を手がける株式会社NTTPCコミュニケーションズが設立され、取締役に就任。
1988年にロジック、日本電信電話、トヨタ自動車、日本信販（当時）、ウシオ電機の5社を中心として設立されたシステムインテグレーションを手がけるインフォネクスに常勤取締役として参画し、業務全般を担当。
1989年にロジック時代の部下でシャープ研究所にいた石橋国人（現フューチャー取締役副社長CTO&CSO）とともにフューチャーシステムコンサルティングを設立。1999年6月22日に日本証券業協会に株式を店頭登録、3350万円という初値を記録。2002年6月21日に東京証券取引所第一部上場。
2007年1月にウッドランド株式会社と経営統合し、フューチャーアーキテクトに商号変更。
2016年4月に持株会社制へと移行しフューチャー株式会社と商号変更。
趣味
- 読書
小さいころから大の読書好き。いくらでも本が読めるようにと、母親が地元の本屋にツケがきくようにはからったため、好きなだけ買い込み、推理小説、伝記、歴史小説、漫画も含め、ジャンルを問わず読みふける毎日だった。ミニ図書館さながら、友達が本を読みに来たり借りに来ていたほど[要出典]。[4]

- 音楽
神戸大学では一時期ハンドボール部、その後軽音楽部に所属しウェストコースト・ロックのバンドでベースとボーカルを担当。イーグルス、ドゥービー・ブラザーズやクロスビー、スティルス、ナッシュ&ヤング、デイブ・メイソンなどを好んで演奏していた[5]。また音楽のみならず、開放的で自由闊達、個人を尊重し、進取の気風に富むアメリカ西海岸の文化に大きな刺激を受ける。バックパッカーとしてしばらく放浪したこともある[要出典][6]。
カラオケでは洋楽から最新のポップス、演歌など幅広く歌う[要出典]。

- 野球
大の阪神タイガースファン[7]。夢は阪神タイガースのオーナーになることと言っていた時期もある。社内にはフューチャーサンライズという草野球チームがあり、当初はセカンドとして試合にも参加していた[要出典]。

- ハンドボール
鹿児島県立甲南高等学校ハンドボール部キャプテン。高校時代は授業そっちのけで戦略やフォーメーションを練っていた[5]。[要出典]2015年より日本ハンドボール協会特任副会長[8]。2020年3月より日本ハンドボールトップリーグ男子チーム「ジークスター東京」の代表。2023年7月に日本ハンドボール協会　会長に就任。

- スキューバダイビング
ダイビングライセンス保持。老後は綺麗な海の近くに住むことを公言している[要出典][9]。

その他囲碁やゴルフを嗜む。

## 経歴
略歴
- 1979年4月 - 株式会社TKC入社
- 1982年4月 - ロジック・システムズ・インターナショナル株式会社入社
- 1985年9月 - 株式会社NTTPCコミュニケーションズ取締役 兼任
- 1989年11月 - フューチャーシステムコンサルティング株式会社設立 代表取締役社長就任
- 2006年3月 - 同 代表取締役会長兼社長就任
- 2007年1月 - フューチャーアーキテクト株式会社 代表取締役会長CEO
- 2011年3月 - 同 代表取締役会長兼社長
- 2015年
  - 6月 - ウシオ電機株式会社 取締役[11]。
  - 7月 - フューチャーアーキテクト株式会社 代表取締役会長CEO就任
- 2016年4月 - フューチャー株式会社に商号変更、代表取締役会長兼社長グループCEO就任

公職
- 2000年5月 - 科学技術庁革新技術審査委員会委員
- 2001年 - 日韓FTAビジネス・フォーラム IT合同分科会委員
- 2003年10月 - 内閣府構造改革推進レポートタスクフォース委員
- 2004年4月 - 社団法人経済同友会副代表幹事
- 2005年
  - 1月 - 金融庁金融審議会委員
  - 11月 - 内閣官房知的財産戦略本部コンテンツ専門調査会委員
- 2007年7月 - 内閣府官民人材交流センターの制度設計に関する懇談会委員
- 2008年
  - 4月 - 横浜市経営諮問委員会委員
  - 10月 - 国家公務員制度改革推進本部顧問会議ワーキンググループ委員
- 2010年
  - 早稲田大学ファイナンス研究科諮問会議議員
  - 2月 - 一般社団法人eビジネス推進連合会監事
  - 4月 - 東京都ハンドボール協会会長
- 2011年
  - 1月 - 関東ITソフトウェア健康保険組合理事
  - 5月 - 社団法人コンピュータソフトウェア協会理事
- 2012年
  - 2月 - 内閣官房高度情報通信ネットワーク社会推進戦略本部本部員、日本アカデメイア幹事
  - 6月 - 新経済連盟理事
- 2013年1月 - 内閣府規制改革会議委員
- 2014年
  - 3月 - 公益財団法人総合研究開発機構（NIRA）代表理事
  - 5月 - 総務省ICTドリームスクール懇談会構成員
  - 9月 - 内閣官房産業競争力会議委員
- 2015年
  - 1月 - 自由民主党財政再建に関する特命委員会委員
  - 4月 - 文部科学省 中央教育審議会実践的な職業教育を行う新たな高等教育機関の制度化に関する特別部会委員
  - 5月 - 神戸大学アドバイザリーボード委員
  - 7月 - 公益財団法人日本ハンドボール協会特任副会長
  - 9月 - 経済産業省産業構造審議会新産業構造部会委員
  - 10月 - 経済産業省IoT推進ラボIoT支援委員会委員
- 2016年
  - 1月 - 厚生労働省働き方の未来2035懇談会委員（座長）
  - 4月 - 厚生労働省データヘルス時代における保険者機能強化と質の高い医療実現に関する有識者検討会構成員
  - 9月 - 内閣府規制改革推進会議 議長代理[12]、内閣官房未来投資会議構成員、内閣官房働き方改革実現会議議員
- 2017年
  - 4月 - 会計検査院　会計検査懇話会　有識者委員、経済産業省　第4次産業革命スキル習得講座認定制度（仮称）に関する検討会　委員
  - 6月 - 鹿児島県県政ビジョン策定有識者委員会（東京地区）委員
  - 8月 - 経済産業省　地域未来牽引企業の選定に係る委員
- 2018年
  - 2月 - 厚生労働省　 情報通信機器を用いた診療に関するガイドライン作成検討会　構成員
  - 10月 - 内閣官房　働き方改革フォローアップ会合　有識者
- 2020年
  - 2月 - 文部科学省　国立大学法人の戦略的経営実現に向けた検討会議　座長
  - 9月 - 公益財団法人NIRA総合研究開発機構　代表理事（会長）就任
  - 10月 - 経済産業省　Society5.0の実現に向けたデジタル市場基盤整備会議　委員、内閣官房　成長戦略会議　議員
- 2021年
  - 7月 - 文部科学省　学校教育情報化推進専門家会議　座長
  - 11月 - デジタル庁　デジタル臨時行政調査会　構成員[13]
- 2023年
  - 7月‐日本ハンドボール協会　会長

受賞
- 2001年
  - 東洋経済新報社「アントレプレナー賞」受賞[14]
  - 企業家ネットワーク企業家賞「IT革命支援賞」受賞[15]